# LaTeX
LaTeX (uitspraak: la-tech; traditioneel geschreven als {\displaystyle \mathrm {L\!\!^{{}_{\scriptstyle A}}\!\!\!\!\!\;\;T\!_{\displaystyle E}\!X} })
is een softwaresysteem voor het zetten van documenten. Het is populair in de wetenschappelijke wereld omdat het uitblinkt in
het zetten van technische documenten, en beschikbaar is voor bijna alle computersystemen.
LaTeX is in 1984 ontworpen door Leslie Lamport. Het was in 1994 het meest gebruikte pakket met macro's voor TeX. De macro's uit dit pakket zorgen ervoor dat men op een eenvoudigere manier dan met zuivere TeX teksten kan opmaken. LaTeX wordt vooral gebruikt om wetenschappelijke teksten op te maken.
Meestal wordt met LaTeX het hele opmaaksysteem bedoeld terwijl de LaTeX-macro's daar strikt genomen slechts een klein onderdeel van zijn. Tot dat systeem behoren, naast TeX, LaTeX en allerlei macro-pakketten voor TeX, ook nog allerlei hulpprogramma's, bijvoorbeeld BibTeX, voor het maken van lijsten van literatuurreferenties, en conversieprogramma's voor het bestandsformaat zoals dvips. 
LaTeX kan op veel computerplatformen gebruikt worden, waaronder Windows (bijvoorbeeld met het gratis pakket MiKTeX), Linux (LaTeX wordt bij de distributies van Linux vaak meegeleverd) en macOS. LaTeX is vrije software en valt onder de LPPL-licentie die verspreiding en ook wijziging toelaat. Oudere versies van de LPPL-licentie vereisen dat de gewijzigde bestanden een andere naam hebben, nieuwere versies vereisen alleen dat het duidelijk is dat het om een gewijzigde versie van LaTeX gaat.
LaTeX is een opmaaktaal, dus niet wysiwyg, maar men zegt soms wel dat LaTeX wymiwyg is: What you mean is what you get. Hiermee bedoelt men dat LaTeX ontworpen is zodat de auteur zich kan concentreren op de inhoud en zich zo min mogelijk hoeft te bekommeren om de vorm. LaTeX automatiseert dan ook een heleboel, bijvoorbeeld paginaverwijzingen, betiteling, LaTeX zorgt ervoor dat titels nooit als laatste regel op een blad staan, positionering van afbeeldingen en woordafbreking. Het is ook door middel van stijlbestanden relatief gemakkelijk een andere lay-out, bijvoorbeeld de huisstijl van de organisatie die het gaat publiceren, aan een document geven. Met behulp van programma's zoals TeXnicCenter wordt het schrijven van LaTeX-documenten vergemakkelijkt, ook al is deze editor niet wysiwyg. Er zijn online LaTeX-teksteditors, die hetzelfde doen als de op de eigen computer geïnstalleerde editors voor LaTeX. 

## Voorbeeld
Hieronder is een voorbeeld van een LaTeX-document:
```
% Na een procentteken staat commentaar

\documentclass
[a4paper]
{
article
}
 
% Het is een artikel op A4-papier

\usepackage
[dutch]
{
babel
}
 
% Het pakket babel zorgt ervoor dat alle benamingen in het Nederlands zijn

\begin
{
document
}
 
% Hier begint de inhoud van het document

\section
{
Voorbeeld paragraaf
}
 
% Hier begint een sectie met titel "Voorbeeld paragraaf"

Het voorbeeld van de wiskundige formule ziet er als volgt uit:

% De vorige regel was geen commentaar en verschijnt in het document

\[
 
% Dit zegt LaTeX dat er nu een wiskundige formule komt

\pi
 
=
 
\sqrt
{
6
\sum
_{n
=
1
}^{
\infty
}
\frac
{
1
}{n^
2
}}

   
=
 
\left
(
\int
_{
-
\infty
}^{
+
\infty
}e^{
-
x^
2
}
\,
dx
\right
)
^
2

\]
 
% Dit zegt LaTeX dat de formule voltooid is

\end
{
document
}
 
% Einde document

```

Het voorbeeld van de wiskundige formule ziet er als volgt uit:
{\displaystyle \pi ={\sqrt {6\sum _{n=1}^{\infty }{\frac {1}{n^{2}}}}}=\left(\int _{-\infty }^{+\infty }e^{-x^{2}}\,dx\right)^{2}}